# Lartetotherium
Il lartetoterio (gen. Lartetotherium) è un rinoceronte estinto, vissuto tra il Miocene inferiore e superiore (circa 18 - 10 milioni di anni fa). I suoi resti fossili sono stati ritrovati in Europa (Francia, Germania, Spagna) e in Africa.

## Descrizione
Questo animale doveva avere un aspetto molto simile a quello dell'attuale rinoceronte di Sumatra (Dicerorhinus sumatrensis), in pericolo di estinzione. Lartetotherium possedeva però un corpo più snello e zampe più lunghe da corridore. La testa era dotata di un singolo corno allungato. La dentatura era brachidonte, ovvero i molari e i premolari erano a corona bassa. 

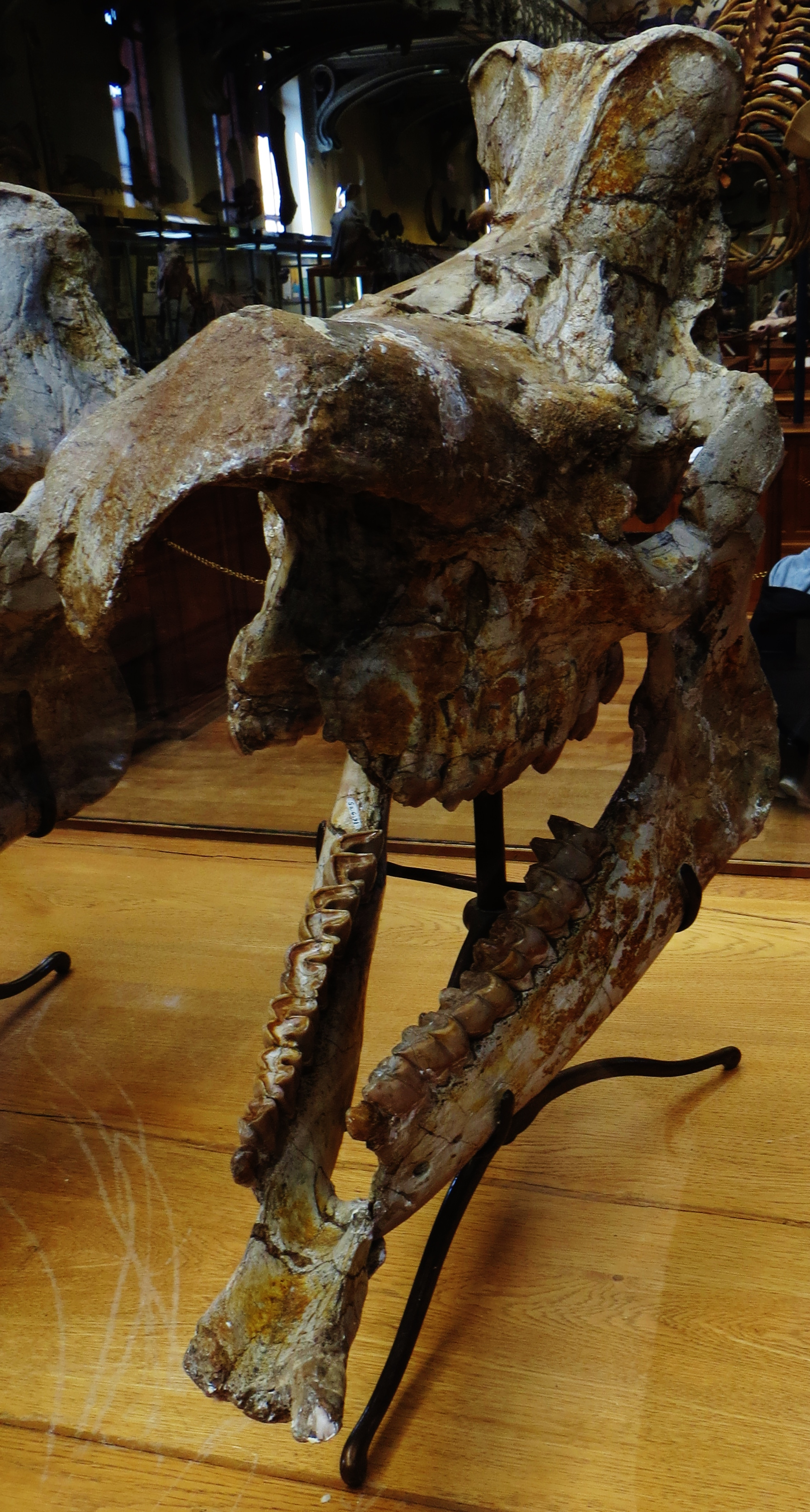
Cranio di Lartetotherium sansaniense

## Classificazione
Lartetotherium fu uno dei primi rinoceronti di tipo odierno (Rhinocerotini) ad apparire in Europa. Era strettamente imparentato con l'attuale rinoceronte di Sumatra, e per lungo tempo venne considerato appartenere allo stesso genere (Dicerorhinus). La specie più antica, Lartetotherium tagicum, si sviluppò nel Miocene inferiore e si espanse in Europa, dove diede origine alla specie più nota, L. sansaniense, molto diffusa nel corso del Miocene medio e superiore. A Lartetotherium è stata attribuita anche la specie africana L. leakeyi, ora considerata un genere a sé stante, Rusingaceros.

## Paleobiologia
Dotato di lunghe zampe e di un corpo relativamente snello, Lartetotherium era probabilmente un rinoceronte piuttosto agile e veloce. La dentatura brachidonte indica che questo animale era adatto a brucare principalmente foglie di piante tenere, e una minore proporzione di arbusti legnosi rispetto ad altri rinoceronti coevi come gli acerateriini (ad esempio Aceratherium).